# Phía sau nghi can X
Phía sau nghi can X (容疑者Xの献身 Yōgisha Ekkusu no Kenshin) là một bộ tiểu thuyết được viết vào năm 2005 bởi Higashino Keigo, cuốn thứ ba trong seri Thám tử Galileo (tức nhân vật Manabu Yukawa) và đây là tác phẩm thành công nhất của ông từ trước đến nay. Cuốn tiểu thuyết này đã đem về cho ông vô số giải thưởng, bao gồm giải Naoki lần thứ 134, giải thưởng vô cùng cao quý tại Nhật. Ngoài ra, tác phẩm này cũng giành được giải thưởng Honkaku lần thứ 6, một trong những giải thưởng có uy tín dành cho những tác phẩm thuộc thể loại kì bí tại Nhật. Hai quyển sách hướng dẫn về những tác phẩm kì bí thường niên - 10 tiểu thuyết kì bí hay nhất của giải Honkaku (2006) và Kono Mystery ga Sugoi! (2006), đã xếp bộ tiểu thuyết vào vị trí thứ nhất. 
Phiên bản tiếng Anh của tiểu thuyết được đề cử vào năm 2012 cho giải Tiểu thuyết xuất sắc nhất của giải Edgar và Tiểu thuyết đầu tay xuất sắc nhất vào năm 2012 của giải Barry.Tiểu thuyết đã được xuất bản bởi Nhã Nam với nhan đề "Phía sau nghi can X" vào năm 2009 do Trương Thùy Lan dịch.

## Nội dung
Câu chuyện bắt đầu bằng việc hai nhân vật Ishigami Tetsuya và Yasuko Hanaoka bắt đầu cuộc sống thường ngày. Yasuko Hanaoka là một người mẹ đơn thân đã ly dị và làm việc tại một nhà hàng cơm hộp trong địa phương. Ishigami là một giáo viên dạy Toán vô cùng tài năng, là hàng xóm của Yasuko và cô con gái Misato. Vào một ngày, Togashi (chồng cũ của Yasuko) xuất hiện để xin tiền từ Yasuko, sau đó đe dọa cả cô và Misato, tình thế đột nhiên chuyển sang xu hướng bạo lực, và Togashi bị giết bởi hai mẹ con. Nghe được tiếng xô xát, Ishigami, người thầm thương trộm mến Yasuko, đã xin được giúp đỡ, anh ta đã xử lý cái xác và xây dựng câu chuyện cho vụ giết người từng bước một.
Khi cái xác được tìm thấy và nhận dạng danh tính, Kusanagi đã điều tra vụ việc và Yasuko trở thành nghi phạm. Kusanagi không tài nào tìm được điểm đáng nghi trong bằng chứng ngoại phạm của Yasuko, tuy vậy anh vẫn chắc chắn rằng có điều gì không ổn với lời khai của cô, một điều mà anh vẫn chưa tìm ra được. Kusanagi đến thăm giáo sư Manabu Yukawa, một nhà vật lý học và là người bạn học cùng đại học, người thường xuyên giúp đỡ cảnh sát. Yukawa cũng học chung trường với Ishigami, ở đó anh biết được khả năng và kỹ xảo giải quyết bài toán của Ishigami, Yukawa đánh giá rất cao về trí thông minh của Ishigami. Sau khi gặp lại Ishigami sau nhiều năm, Yukawa tin chắc rằng Ishigami có gì đó liên quan tới vụ giết người. Sau đó là một cuộc đấu trí đỉnh cao giữa Yukawa và Ishigami, trong khi Ishigami cố gắng bảo vệ Yasuko bằng những chiến thuật của mình và suy nghĩ sâu sắc hơn cả Yukawa, thì đối thủ là giáo sư Yukawa vô cùng thông minh và đầy kiên định.
Khi cuối cùng Yukawa hiểu ra được kế hoạch của Ishigami, anh vô cùng kinh ngạc trước sự hiến dâng tất cả của Ishigami dành cho Yasuko. Không ai có thể nhìn thấu được Ishigami, nhưng chỉ duy nhất Yukawa có thể hiểu được kế hoạch của Ishigami để che giấu vụ giết người gây ra bởi Yasuko.

## Nhân vật
- Tetsuya Ishigami

Giáo viên dạy môn Toán có tình cảm với Yasuko.
- Yasuko Hanaoka

Một người mẹ đơn thân, người đã giết chồng cũ của mình
- Misato Hanaoka

Đứa con gái của Yasuko từ cuộc hôn nhân trước đây
- Manabu Yukawa

Bạn học cùng trường với Tetsuya Ishigami, cả hai đều rất thông minh
- Shunpei Kusanagi

Cảnh sát chịu trách nhiệm vụ án giết người Togashi
- Shinji Togashi

Chồng cũ của Yasuko, hay theo dõi cô ta và sau đó bị giết bởi chính cô và con gái, nạn nhân của vụ án đang được điều tra

## Giải thưởng và đề cử
Giải thưởng trong nước
- 2006 - Giải thưởng Honkaku - Tiểu thuyết hay nhất
- 2006 - Giải Naoki
- 2006 - Tiểu thuyết tội phạm hay nhất của năm (Kono Mystery ga Sugoi!)
- 2006 - Tiểu thuyết tội phạm hay nhất của năm (10 tiểu thuyết kì bí hay nhất năm 2006)
- 2012 - Xếp thứ 13 trong 100 tiểu thuyết kì bí hay nhất mọi thời đại

Giải thưởng tại Mĩ
- 2012 - Đề cử cho giải Tiểu thuyết hay nhất của giải Edgar
- 2012 - Đề cử cho giải Tiểu thuyết đầu tay hay nhất của giải Barry
- 2012 - Được chọn là tiểu thuyết kì bí hay nhất bởi Hiệp hội Thư viện Hoa Kỳ

## Chuyển thể
- Vào năm 2008, tiểu thuyết được dựng thành phim với tên Nghi can X, với sự góp mặt của Shinichi Tsutsumi trong vai Tetsuya Ishigami và Masaharu Fukuyama trong vai Manabu Yukawa, đạo diễn là Hiroshi Nishitani.
- Vào năm 2012, phim được dựng tại Hàn mang tên Con số hoàn hảo (Hangul: 용의자X) với sự góp mặt của Ryoo Seung-bum, Lee Yo-won và Cho Jin-woong, và đạo diễn là Bang Eun-jin.
- Một bộ phim bằng tiếng Anh được chuyển thể ngay sau đó bởi Kross Pictures vào năm 2011, và nổi tiếng tại Los Angeles, California dưới cái tên Phía sau nghi can X.
- Tiểu thuyết cũng được dựng thành phim tại Trung Quốc với cái tên Phía sau nghi can X, đã hoàn thành việc quay phim vào năm 2016. Đạo diễn bộ phim là Tô Hữu Bằng, với sự góp mặt các diễn viên nổi tiếng như Lâm Tâm Như và Vương Khải